# Havnartindur (Svínoy)
De Havnartindur is een berg die ligt op het eiland Svínoy, Faeröer. De berg heeft een hoogte van 586 meter en is daarmee het hoogste punt van het eiland.